# Habitatge a l'avinguda d'Espanya, 30 (Tremp)
L'Habitatge a l'avinguda d'Espanya, 30 és un edifici de Tremp (Pallars Jussà) protegit com a Bé Cultural d'Interès Local.

## Descripció
Es tracta d'un edifici situat a l'Avinguda d'Espanya. L'edifici consta d'una construcció de quatre altures, planta baixa i tres pisos. La sobrietat de la façana, així com la distribució simètrica o la predilecció per les formes geomètriques simples són els trets principals de l'immoble per la qual cosa es podria emmarcar dins una corrent pre-racionalista. Destaca l'emfatització de les visuals horitzontals mitjançant diversos elements; les línies d'imposta motllurades que tradueixen a l'exterior cadascun dels forjats o les finestres centrals de proporció horitzontal.